# Élections législatives américaines de 2012 dans l'Ohio
En 2012, les élections à la Chambre des représentants des États-Unis ont eu lieu le 6 novembre. 435 sièges devaient être renouvelés. Le mandat des représentants étant de deux ans, ceux qui ont été élus à l'occasion de cette élection siègeront dans le 113e congrès du 3 janvier 2013 au 3 janvier 2015. Dans l'Ohio seize représentants ont été élus.

## Élus
| District | Représentant sortant |  | Parti | Représentant élu ou réélu |                | Parti          |
| -------- | -------------------- |  | ----- | ------------------------- | -------------- | -------------- |
| 1er      | Steve Chabot         |  | REP   | Steve Chabot              |                | REP            |
| 2e       | Jean Schmidt (en)    |  | REP   | Brad Wenstrup             |                | REP            |
| 3e       | Mike Turner          |  | REP   | Joyce Beatty              |                | DEM            |
| 4e       | Jim Jordan           |  | REP   | Jim Jordan                |                | REP            |
| 5e       | Bob Latta            |  | REP   | Bob Latta                 |                | REP            |
| 6e       | Bill Johnson         |  | REP   | Bill Johnson              |                | REP            |
| 7e       | Steve Austria        |  | REP   | Bob Gibbs                 |                | REP            |
| 8e       | John Boehner         |  | REP   | John Boehner              |                | REP            |
| 9e       | Marcy Kaptur         |  | DEM   | Marcy Kaptur              |                | DEM            |
| 10e      | Dennis Kucinich      |  | DEM   | Mike Turner               |                | REP            |
| 11e      | Marcia Fudge         |  | DEM   | Marcia Fudge              |                | DEM            |
| 12e      | Pat Tiberi           |  | REP   | Pat Tiberi                |                | REP            |
| 13e      | Betty Sutton         |  | DEM   | Tim Ryan                  |                | DEM            |
| 14e      | Steven LaTourette    |  | REP   | David Joyce               |                | REP            |
| 15e      | Steven Stivers       |  | REP   | Steven Stivers            |                | REP            |
| 16e      | Jim Renacci          |  | REP   | Jim Renacci               |                | REP            |
| 17e      | Tim Ryan             |  | DEM   | Siège supprimé            | Siège supprimé | Siège supprimé |
| 18e      | Bob Gibbs            |  | REP   | Siège supprimé            | Siège supprimé | Siège supprimé |

## Redécoupage électoral
À la suite du recensement de 2010, l'Ohio perd deux sièges à la chambre des représentants des États-Unis.

## Résultats

### Résultats à l'échelle de l’État
| Partis | Partis            | Voix      | %     | Évolution | Sièges | Évolution | %     |
| ------ | ----------------- | --------- | ----- | --------- | ------ | --------- | ----- |
|        | Parti républicain | 2 620 233 | 50.98 |           | 12     | 1         | 75.00 |
|        | Parti démocrate   | 2 412 385 | 46.93 |           | 4      | 1         | 25.00 |
|        | Parti libertarien | 81 469    | 1.58  |           |        |           |       |
|        | Parti vert        | 26 070    | 0.51  |           |        |           |       |

### Résultats par district

#### Premier district
| Partis | Partis            | Candidats      | Voix    | %     |
| ------ | ----------------- | -------------- | ------- | ----- |
|        | Parti républicain | Steve Chabot   | 201 907 | 57.74 |
|        | Parti démocrate   | Jeff Sinnard   | 131 490 | 37.60 |
|        | Parti libertarien | Jim Berns      | 9 674   | 2.77  |
|        | Parti vert        | Rich Stevenson | 6 645   | 1.90  |

#### Deuxième district
| Partis | Partis            | Candidats     | Voix    | %     |
| ------ | ----------------- | ------------- | ------- | ----- |
|        | Parti républicain | Brad Wenstrup | 194 296 | 58.63 |
|        | Parti démocrate   | William Smith | 137 077 | 41.37 |

#### Troisième district
| Partis | Partis            | Candidats      | Voix    | %     |
| ------ | ----------------- | -------------- | ------- | ----- |
|        | Parti démocrate   | Joyce Beatty   | 201 897 | 68.29 |
|        | Parti républicain | Chris Long     | 77 901  | 26.35 |
|        | Parti libertarien | Richard Ehrbar | 9 462   | 3.20  |
|        | Parti vert        | Bob Fitrakis   | 6 387   | 2.16  |

#### Quatrième district
| Partis | Partis            | Candidats   | Voix    | %     |
| ------ | ----------------- | ----------- | ------- | ----- |
|        | Parti républicain | Jim Jordan  | 182 643 | 58.35 |
|        | Parti démocrate   | James Slone | 114 214 | 36.49 |
|        | Parti libertarien | Chris Kalla | 16 141  | 5.16  |

#### Cinquième district
| Partis | Partis            | Candidats          | Voix    | %     |
| ------ | ----------------- | ------------------ | ------- | ----- |
|        | Parti républicain | Bob Latta          | 201 514 | 57.27 |
|        | Parti démocrate   | Angela Kay Zimmann | 137 806 | 39.16 |
|        | Parti libertarien | Eric Eberly        | 12 558  | 3.57  |

#### Sixième district
| Partis | Partis            | Candidats      | Voix    | %     |
| ------ | ----------------- | -------------- | ------- | ----- |
|        | Parti républicain | Bill Johnson   | 164 536 | 53.25 |
|        | Parti démocrate   | Charlie Wilson | 144 444 | 46.75 |

#### Septième district
| Partis | Partis            | Candidats          | Voix    | %     |
| ------ | ----------------- | ------------------ | ------- | ----- |
|        | Parti républicain | Bob Gibbs          | 178 104 | 56.40 |
|        | Parti démocrate   | Joyce Healy-Abrams | 137 708 | 43.60 |

#### Huitième district
| Partis | Partis            | Candidats    | Voix    | %     |
| ------ | ----------------- | ------------ | ------- | ----- |
|        | Parti républicain | John Boehner | 246 378 | 99.22 |

#### Neuvième district
| Partis | Partis            | Candidats        | Voix    | %     |
| ------ | ----------------- | ---------------- | ------- | ----- |
|        | Parti démocrate   | Marcy Kaptur     | 217 771 | 73.04 |
|        | Parti républicain | Joe Wurzelbacher | 68 668  | 23.03 |
|        | Parti libertarien | Sean Stipe       | 11 725  | 3.93  |

#### Dixième district
| Partis | Partis            | Candidats              | Voix    | %     |
| ------ | ----------------- | ---------------------- | ------- | ----- |
|        | Parti républicain | Mike Turner            | 208 201 | 59.54 |
|        | Parti démocrate   | Sharen Swartz Neuhardt | 131 097 | 37.49 |
|        | Parti libertarien | David Harlow           | 10 373  | 2.97  |

#### Onzième district
| Partis | Partis          | Candidats    | Voix    | %      |
| ------ | --------------- | ------------ | ------- | ------ |
|        | Parti démocrate | Marcia Fudge | 258 359 | 100.00 |

#### Douzième district
| Partis | Partis            | Candidats  | Voix    | %     |
| ------ | ----------------- | ---------- | ------- | ----- |
|        | Parti républicain | Pat Tiberi | 233 869 | 63.47 |
|        | Parti démocrate   | Jim Reese  | 134 605 | 36.53 |

#### Treizième district
| Partis | Partis            | Candidats     | Voix    | %     |
| ------ | ----------------- | ------------- | ------- | ----- |
|        | Parti démocrate   | Tim Ryan      | 235 492 | 72.77 |
|        | Parti républicain | Marisha Agana | 88 120  | 27.23 |

#### Quatorzième district
| Partis | Partis            | Candidats             | Voix    | %     |
| ------ | ----------------- | --------------------- | ------- | ----- |
|        | Parti républicain | David Joyce *         | 183 657 | 54.03 |
|        | Parti démocrate   | Dale Virgil Blanchard | 131 637 | 38.73 |
|        | Parti vert        | Elaine Mastromatteo   | 13 038  | 3.84  |
|        | Parti libertarien | David Macko           | 11 536  | 3.39  |

#### Quinzième district
| Partis | Partis            | Candidats      | Voix    | %     |
| ------ | ----------------- | -------------- | ------- | ----- |
|        | Parti républicain | Steven Stivers | 205 274 | 61.56 |
|        | Parti démocrate   | Pat Lang       | 128 188 | 38.44 |

#### Seizième district
| Partis | Partis            | Candidats    | Voix    | %     |
| ------ | ----------------- | ------------ | ------- | ----- |
|        | Parti républicain | Jim Renacci  | 185 165 | 52.05 |
|        | Parti démocrate   | Betty Sutton | 170 600 | 47.95 |